# Star+
Star+ (stilizat ST★R+ ) este un serviciu de streaming de la The Walt Disney Company, lansat în America Latină pe 31 august 2021.

## Istoric
Serviciul va găzdui o varietate de conținut de la studiourile Disney, în principal conținut de entertainment general (inclusiv programe pentru publicul matur) care nu sunt difuzate pe Disney +, precum și evenimente sportive difuzate în direct de la ESPN . Platforma va include o bibliotecă de conținut de la FX, Freeform, Hulu, ABC Signature, 20th Television, 20th Century Studios, Searchlight Pictures, Touchstone Pictures și Hollywood Pictures. Star+ va avea același scop ca și centrul de conținut Star care a fost integrat în serviciul Disney+ în mai multe alte țări pe 23 februarie 2021.
În aprilie 2021 și din nou, două luni mai târziu, Disney se confrunta cu o dispută pe marcă comercială în Brazilia, Argentina și Mexic, cu subsidiara Lionsgate, Starz Entertainment ( StarzPlay ), asupra utilizării mărcii Star din America Latină. The Wrap a raportat că Disney a avut cinci zile pentru a răspunde procesului din Brazilia. O săptămână mai târziu, Disney a câștigat disputa și i s-a permite să folosească marca. În iulie, Disney a pierdut un recurs în fața instanței din Brazilia pentru disputa numelui cu Lionsgate. În august, Disney și Starz au încheiat un acord și Disney are voie să folosească din nou numele Star+ în Brazilia.
Pe 13 mai 2021, Disney a anunțat că lansarea Star+ în America Latină va fi amânată până pe 31 august.
În august 2021, Disney și Starz au ajuns la o înțelegere cu privire la problema mărcii, permițându-i serviciului Star+ să se lanseze în America Latină pe 31 august, conform planului. Procesul a fost abandonat după încheierea înțelegerii.

## Conţinut

### Programe originale
De asemenea, a fost anunțat că Star+ va produce conținut local original în America Latină, care va fi, de asemenea, lansat exclusiv pe platformă. 

## Lansare
| Dată lansare   | Țară / Teritoriu     |
| -------------- | -------------------- |
| 31 august 2021 | Argentina            |
| 31 august 2021 | Bolivia              |
| 31 august 2021 | Brazilia             |
| 31 august 2021 | Chile                |
| 31 august 2021 | Columbia             |
| 31 august 2021 | Costa Rica           |
| 31 august 2021 | Republica Dominicană |
| 31 august 2021 | Ecuador              |
| 31 august 2021 | El Salvador          |
| 31 august 2021 | Guatemala            |
| 31 august 2021 | Honduras             |
| 31 august 2021 | Mexic                |
| 31 august 2021 | Nicaragua            |
| 31 august 2021 | Panama               |
| 31 august 2021 | Paraguay             |
| 31 august 2021 | Peru                 |
| 31 august 2021 | Uruguay              |
| 31 august 2021 | Venezuela            |